# Kościół Matki Bożej Szkaplerznej w Radowie Małym
Kościół Matki Bożej Szkaplerznej w Radowie Małym – katolicki kościół parafialny zlokalizowany we wsi Radowo Małe w gminie Radowo Małe, w powiecie łobeskim (województwo zachodniopomorskie).

## Historia i architektura
Murowany z nieregularnych kamieni granitowych kościół został wzniesiony w 1840 roku, na miejscu wcześniej istniejącej średniowiecznej świątyni. Od strony zachodniej znajdowała się dawniej niezachowana drewniana wieża. Nad portalem od strony południowej znajduje się okrągły otwór pod dawnym zegarze słonecznym, obok niego natomiast w ścianę wmurowane są prehistoryczne żarna łużyckie, użyte wtórnie jako kropielnica. Wnętrze kościoła nakrywa drewniany, belkowany strop. Nad wejściem znajduje się empora chórowa. W prezbiterium znajdują się dwa okna, w których wstawione są witraże. Z wyposażenia nie zachowały się średniowieczny ołtarz i ambona.
Na dzwonnicy obok kościoła zawieszony jest dzwon o średnicy 55 cm, odlany w 1580 roku w warsztacie Joachima Karstede.
Po II wojnie światowej kościół został poświęcony jako świątynia katolicka w dniu 7 września 1945 roku. Od 1985 roku pełni funkcje kościoła parafialnego.